# Nanohyla annamensis
Nanohyla annamensis es una especie  de anfibio anuro de la familia Microhylidae. Es una rana endémica de la meseta de Da Lat en Vietnam. En el pasado se consideraba que se distribuía más ampliamente por el sudeste asiático, pero se cree que esas poblaciones representan especies diferentes. Habita en bosques montanos entre los 1000 y los 2000 metros de altitud. Se reproduce tras lluvias fuertes cerca de arroyos. Sus renacuajos se desarrollan en zonas tranquilas de los arroyos o en charcas temporales. Se considera que está amenazada de extinción debido a la pérdida y degradación de su hábitat natural causada principalmente por la expansión de las zonas agrícolas.